# Gürkan Tavukçuoğlu
Gürkan Tavukçuoğlu (ur. 30 października 1981 w Stambule) – turecki aktor telewizyjny. Wystąpił jako czarny charakter w roli Ümita w serialu Przysięga (Yemin, 2021).

## Życiorys
Urodził się w Stambule. Od dziecka chciał zostać aktorem. Rozpoczął studia na politechnice. Na studiach związał się z grupą taneczną, a potem z teatralną. Ukończył studia na Wydziale Aktorskim Uniwersytetu Maltepe oraz wydziale aktorskim Uniwersytetu Istanbul Kültür.
W 2002 zadebiutował w serialu Koryta na chleb (Ekmek teknesi). Wkrótce posypały się kolejne propozycje w kolejnych produkcjach telewizyjnych: Blaszany żołnierz (Kurşun asker, 2002), Kampüsistan (2003) jako Şahin, Wielkie spotkanie (Büyük bulusma, 2004) jako Ercan, Wszystkie moje dzieci (Bütün çocuklarim, 2004) jako Enis. Szybko zdobył sympatię widzów, którzy mogli oglądać go w kolejnych filmach telewizyjnych, w dramacie Tohum (2004) jako Yahya, i kinowych, w tym w dramacie przygodowym Umut adasi (2006) w roli Yusufa i dramacie Nadchodząca wiosna (Gelmeyen Bahar, 2013) jako Özgür.
Żonaty z Selcan Tavukçuoğlu, z którą ma dwie córki: Aden i Mecan.